# Sukkarijja Saghira
Sukkarijja Saghira (arab. سكرية صغيرة) – wieś w Syrii, w muhafazie Aleppo. W 2004 roku liczyła 2332 mieszkańców.